# Gemma Frisius
Gemma Frisius (frisó occidental: Jemme Reinierszoon)  (Dokkum, 8 de desembre de 1508 - Lovaina, 25 de maig de 1555) va ser un astrònom i matemàtic holandès, famós per la seva habilitat en la construcció d'instruments de mesura i per les teories que va elaborar, que van ser d'ajuda a la navegació marítima. Frisius era natiu de la regió costanera de Frísia (en l'actualitat Països Baixos) i, per això, es pot explicar l'àlies llatinitzat de Frisius que, normalment, en el castellà de l'època, sol trobar-se com a sobrenom associat a Gemma el Frisó. En l'actualitat, Gemma és un dels eminents astrònoms de l'antiguitat que posseeix el seu nom associat a un cràter d'impacte de la Lluna.

## Biografia
Com era costum en l'època, Regnier Gemma va adoptar el nom llatinitzat de Frisius quan va començar la seva vida escolar. Se sap que els seus pares van ser pobres i ambdós van morir quan ell era encara una criatura. Va patir alguna discapaciatat física i va ser abandonat en un orfenat; la seva madrastra el va portar un dia a l'altar de sant Bonifaci a Dokkum quan Gemma tenia 6 anys, i després d'aquest succés, el seu pes va començar a pujar i les seves cames a poc a poc van començar a suportar el seu pes; tots van creure que era un miracle. És possible que aquest començament tan atzarós en la seva vida el convertís en una persona fràgil i d'aspecte feble.
Després de l'inici en l'escola, Gemma va donar mostres d'avidesa en el coneixement i a poc a poc va anar destacant fins que, als disset anys, el 26 de febrer de 1526, accedeix a la Universitat de Lovaina. Com la seva madrastra no podia abordar econòmicament el cost dels seus estudis, ell va ingressar com a estudiant pobre (pauper) al Lily College, una de les quatre institucions d'aquest caràcter de la universitat. El 19 de març de 1528, en obtenir el títol de medicina, roman a Lovaina amb la intenció de continuar els estudis en matemàtica i astronomia. La publicació d'una reedició de la Cosmografia de Petrus Apianus el febrer de 1529 fa pensar que ja havia adquirit sòlids coneixements de matemàtica i astronomia mentre estudiava medicina. Aviat destacarà com un gran teòric en els Països Baixos i obtindrà una plaça de professor de medicina i matemàtiques a la Universitat de Lovaina.
El 1530 utilitza les seves habilitats matemàtiques per a construir un globus que mostrava el món i les estrelles més importants de l'octava esfera. La gent comprava còpies d'aquest globus a les botigues de Lovaina, i Gemma va escriure un llibre explicatiu titulat Sobre els principis de l'astronomia i la cosmografia amb instruccions sobre l'ús de globus i informació sobre el món i les illes i altres terres recentment descobertes.
El 1533, Gemma publica una edició ampliada de la Cosmographia i obté per això un moderat benefici econòmic. Per aquesta època, coneix el que serà amic i col·laborador seu, Gaspard van der Heyden, un famós constructor d'instruments científics. El treball publicat Cosmographia va interessar molts governs, com per exemple l'ambaixador de Polònia, que el va convidar a la cort perquè treballés amb Copèrnic, de qui va ser un ferm defensor. Finalment, Gemma va declinar aquesta molt temptadora invitació i romangué a Lovaina.
L'any següent, gràcies als ingressos d'aquests aparells i llibres, es casa. El seu fill, i posteriorment biògraf, Cornelius, naixerà l'any següent, el 1535.
L'any 1534, Gemma Frisius va començar a ensenyar com construir un globus cartogràfic de la Terra a un dels seus avançats pupils: Gerardus Mercator. Entre els dos, juntament amb l'estreta col·laboració de Gaspard Van der Heyden, van construir un globus terraqüi l'any 1536. Tan bona va ser l'aventura que anys després van construir un globus celeste. Tots dos globus es van fer sota l'empara de l'emperador Carles V.
Durant tot el temps que va ser professor a Lovaina, també es va dedicar a la medicina, treballant tant com a professor, com a practicant assistint malalts, com fent recerca amb Andreas Vesal. És molt possible que treballés a Lovaina fins a la fi dels seus dies.

## Obra

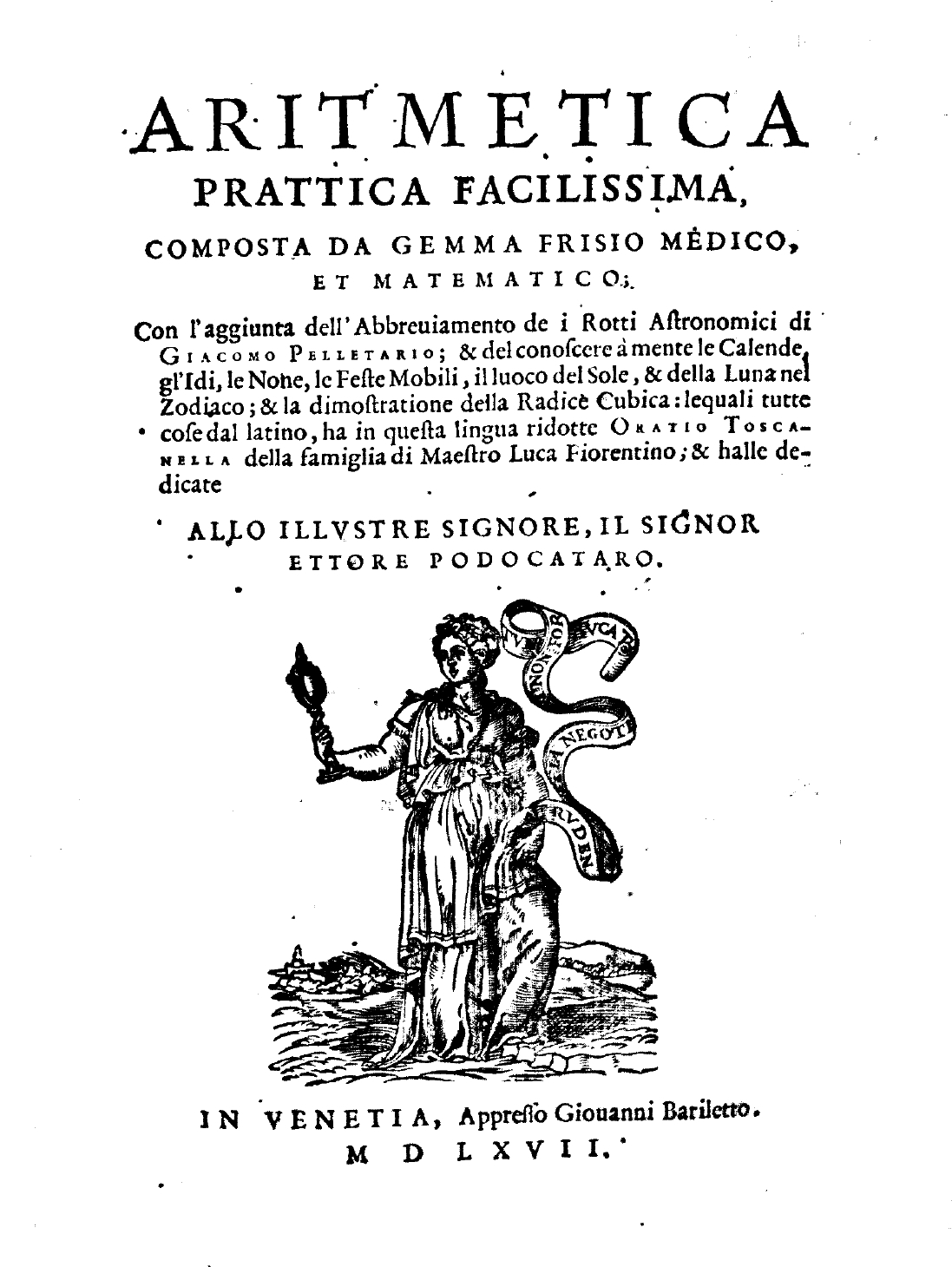
Aritmetica prattica facilissima, edició de 1567.

El treball de Gemma Frisius es destaca per l'ús de la trigonometria en els problemes astronòmics i de cartografia; es pot dir que és un dels primers a Europa a comprendre la potència obtinguda de la trigonometria procedent dels astrònoms àrabs. En cartografia, cal destacar l'elaboració de dos globus: un de terraqüi i l'altre celestial, allà pels anys 1536. La Cosmographia (1533) inclou un petit libel en què fa descripcions detallades de com emprar la trigonometria en la localització dels vaixells en el mar i altres llocs. Empra per a això la triangulació i la proposa com un mètode molt precís. Gemma va fer importants avenços en gnomònica i va publicar un tractat anomenat Tractatus de Annulo Astronomicae, en el qual descriu un instrument que ell mateix denomina anell astronòmic emprat com a quadrant; mai s'esmenta com al seu inventor, i descriu les instruccions d'ús sempre esmentant el seu amic Van der Heyden.
El 1540 va publicar el llibre que el va fer més conegut: Arithmeticae practicae methodus facilis. Es tracta d'una aritmètica que combina els coneixements acadèmics necessaris a les universitats amb els coneixements pràctics comercials de les escoles del àbac. El llibre va tenir més de 80 edicions, en diferents idiomes, abans de 1661.